# Hiromi Yanagihara
Hiromi Yanagihara (柳原 尋美 Yanagihara Hiromi?,  Prefectura de Chiba, Japón, 19 de octubre de 1979 - Obihiro, Hokkaidō, 16 de julio de 1999) fue una actriz, cantante y idol japonesa, activa en la década de los 90. Fue una de los miembros fundadores del grupo Country Musume de Hello! Project.

## Biografía
Yanagihara nació el 19 de octubre de 1979 en Chiba, Japón. Fue una de los miembros originales del grupo idol Country Musume, al cual se unió a mediados de 1999 junto a Rinne Toda y Azusa Kobayashi. También tuvo una breve carrera como actriz, siendo partícipe de una película y varios doramas, incluyendo el programa de televisión Idol wo sagase. 

## Muerte
Yanagihara falleció prematuramente el 16 de julio de 1999, a la edad de 19 años, luego de estar involucrada en un accidente automovilístico en la ciudad de Obihiro, Hokkaidō. Su muerte se dio una semana antes del lanzamiento del primer single del grupo, Futari no Hokkaidou. De acuerdo a declaraciones posteriores, Yanagihara viajaba sola en su vehículo, un modelo Mitsubishi Montero. Alrededor de las 5:00pm, la camioneta se estrelló contra una zanja y el impacto volcó el vehículo, expulsando a Yanagihara fuera de este. El vehículo posteriormente cayó sobre Yanagihara.
Yanagihara fue rápidamente trasladada de urgencia a un hospital de Obihiro, donde fallecería poco después. Se estableció que la causa oficial de su muerte fue tensión en el tórax e insuficiencia cardíaca aguda como resultado de sus lesiones. Su muerte fue muy similar al deceso ocurrido con Mariko Shiga en 1989, bajo circunstancias similares y con la misma edad.
Hasta la fecha actual, es la única miembro de Hello! Project que ha fallecido.

## Discografía

### Singles junto a Country Musume
- [1999.07.23] Futari no Hokkaidou

## Filmografía

### Películas
- [1998] Morning Keiji ~Daite Hold on Me!

### Doramas
- [1998.04.06] Taiyō Musume to Umi
- [1998.07.09] Kaze no Musumetachi
- [1998.10.11] Wine Musume Koi Monogatari

### Televisión
- [1999.07.13] Idol wo Sagase